# Clavisyllis alternata
Clavisyllis alternata är en ringmaskart som beskrevs av Knox 1957. Clavisyllis alternata ingår i släktet Clavisyllis och familjen Syllidae.
Artens utbredningsområde är havet kring Nya Zeeland. Inga underarter finns listade i Catalogue of Life.